# Въло Вълов
Въло Вълов е български археолог-медиевист и историк.

## Биография
Роден е през 1932 г. в с. Цар-Петрово, Видинско. Завършва история в Софийския държавен университет (1958). През периода 1963-1974 г. участва в разкопките на крепостта на Царевец, както и води проучванията на църквата „Св. Четиридесет мъченици“ във Велико Търново. В тази църква, именно той през октомври 1972 г. открива известния гроб № 39, със станалите прочути „Калоянов“ пръстен и носилия го покойник. Съобразно археологическите и историческите факти Въло Вълов заключава, че този гроб се отнася към XIV век, като няма нищо общо с цар Калоян. И тъй като тази негова позиция влиза в конфликт с официално налаганото становище, Въло Вълов е принуден да напусне Велико Търново, като се премества във Видин. Тук е ръководител на проучванията на крепостта Баба Вида до самата си смърт през 1994 г.

## Отличия
- През 2003 г. е удостоен с орден „Стара планина“ първа степен.[2]